# District de Chakwal
Le district de Chakwal (en ourdou : ضِلع چکوال) est une subdivision administrative de la province du Pendjab au Pakistan. Constitué autour de sa capitale Chakwal, le district est entouré par les districts d'Attock et de Rawalpindi au nord, le district de Jhelum à l'est, le district de Khushab au sud et enfin le district de Mianwali à l'ouest.
Créé en 1985, le district est situé dans le nord de la province plutôt urbanisé et industrialisé. Pourtant, il présente la particularité d'être l'un des plus ruraux et peu développés du pays, mais avec un des taux d'alphabétisation les meilleurs du pays. La population vit principalement de l'agriculture. Le district présente en revanche un riche héritage culturel, qui attire ainsi le tourisme. C'est un fief politique de la Ligue musulmane du Pakistan (N).

## Histoire
La région de Chakwal a été sous la domination de diverses puissances au cours de l'histoire. Durant la civilisation de la vallée de l'Indus, c'est une région agricole et forestière. Elle a ensuite été successivement sous l'influence de l'Empire Maurya, du Sultanat de Delhi, de l'Empire moghol et de l'Empire sikh.
En 1848, la région correspondant à l'actuel district tombe sous la domination du Raj britannique. Lors de l'indépendance vis-à-vis de l'Inde en 1947, la population majoritairement musulmane soutient la création du Pakistan. De nombreuses minorités hindoues et sikhes quittent alors la région pour rejoindre l'Inde, tandis que des migrants musulmans venus d'Inde s'y installent.
Le district de Chakwal voit le jour en 1985, à la suite d'une réforme territoriale signée par le général Muhammad Zia-ul-Haq. Il est créé en réunissant alors trois tehsils présents dans deux autres districts : les tehsils de Chakwal et Choa Saidan Shah du district de Jhelum et le tehsil Talagang du district d'Attock.

## Géographie et climat

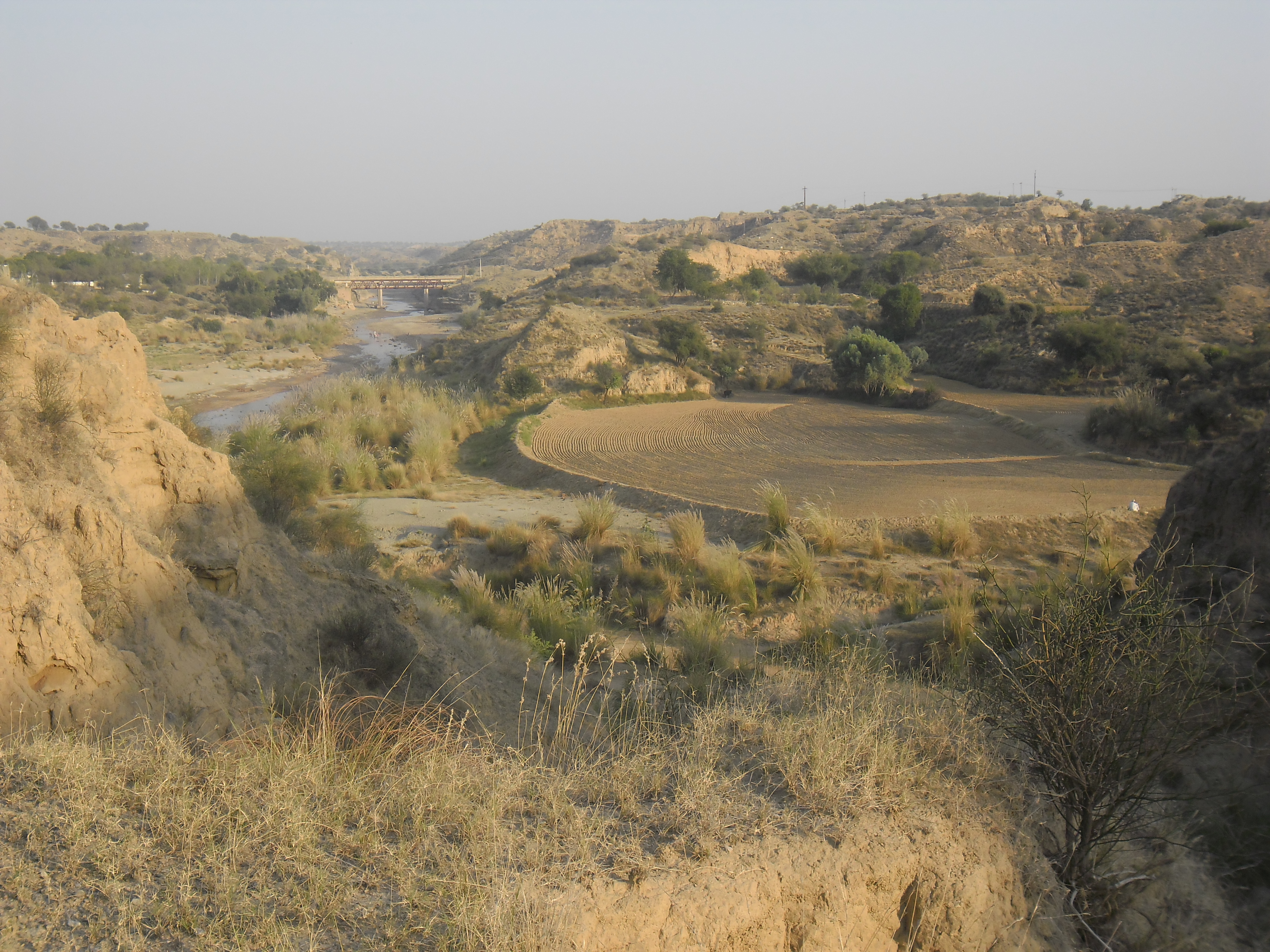
Vue de paysages du districts, avec des terres cultivées.

Le district de Chakwal est situé en plein cœur du plateau Pothohar. On y trouve au sud les montagnes Salt Range avec notamment le pic Chail, le plus haut du district, avec une altitude de 1 128 mètres. La rivière Soan suit quant à elle approximativement les frontières nord du district. Entre les montagnes du sud et le cours d'eau du nord, on trouve quelques plaines fertiles mais un terrain surtout vallonné.
Le district présente un climat semi-aride.

## Démographie et éducation
Lors du recensement de 1998, la population du district a été évaluée à 1 083 725 personnes, dont environ 12 % d'urbains, contre 33 % au niveau national. Chakwal est ainsi le district le plus fortement rural de la province du Pendjab, à l'inverse du nord de la province qui est plutôt industriel et urbain. Le taux d'alphabétisation était en 1998 de 57 % environ, dont 73 pour les hommes et 42 pour les femmes, pour une moyenne nationale de 44 %. Ce chiffre en fait la sixième meilleure performance parmi les 106 districts du Pakistan.
Le recensement suivant mené en 2017 pointe une population de 1 495 982 habitants, soit une croissance annuelle de 1,71 %, inférieure à la moyenne provinciale de 2,13 % et nationale de 2,4 %. Le taux d'urbanisation monte lui à 19 % tandis que l'alphabétisation grimpe à 75 %, dont 85 % pour les hommes et 66 % pour les femmes. 
La langue la plus parlée du district est le pendjabi, à hauteur de 93,3 % de la population en 2017, et plus spécifiquement les dialectes dhani et majhi. Avec 4,4 % de locuteurs du pachto, on compte une minorité pachtoune notable.
Le district est essentiellement musulman, à 99,7 % de la population en 2017. Parmi les minorités, le recensement de 2017 relève environ 3 800 chrétiens, près de 180 hindous et une centaine d'ahmadis.

## Administration

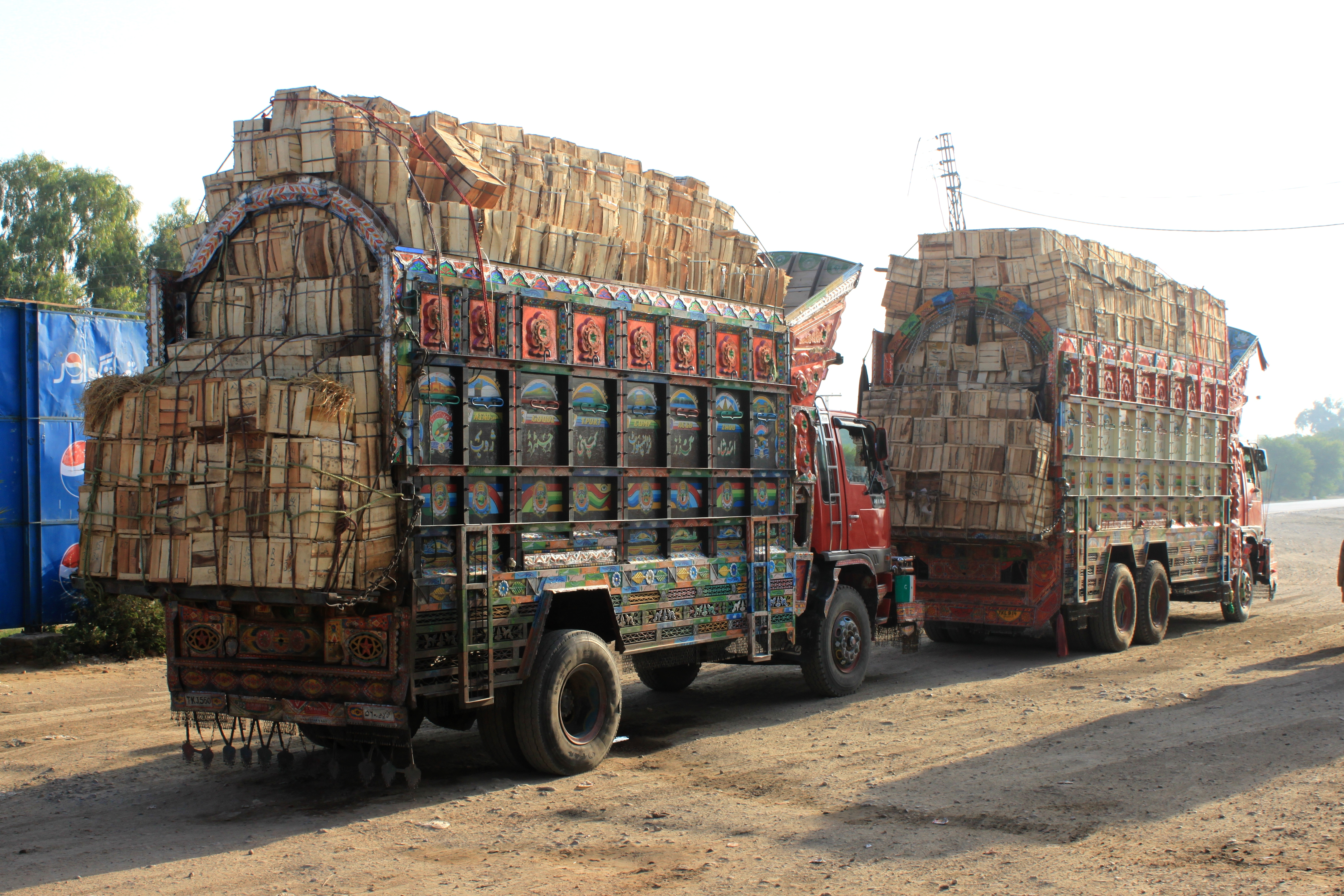
Camions transportant des marchandises près de Talagang.

Le district est divisé en cinq tehsils (Chakwal, Talagang, Choa Saidan Shah, Lawa et Kallar Kahar) et 68 Union Councils.
| Tehsil           | Population (rec. 2017) |
| ---------------- | ---------------------- |
| Chakwal          | 656 978                |
| Talagang         | 401 607                |
| Choa Saidan Shah | 141 844                |
| Lawa             | 125 893                |
| Kallar Kahar     | 169 660                |

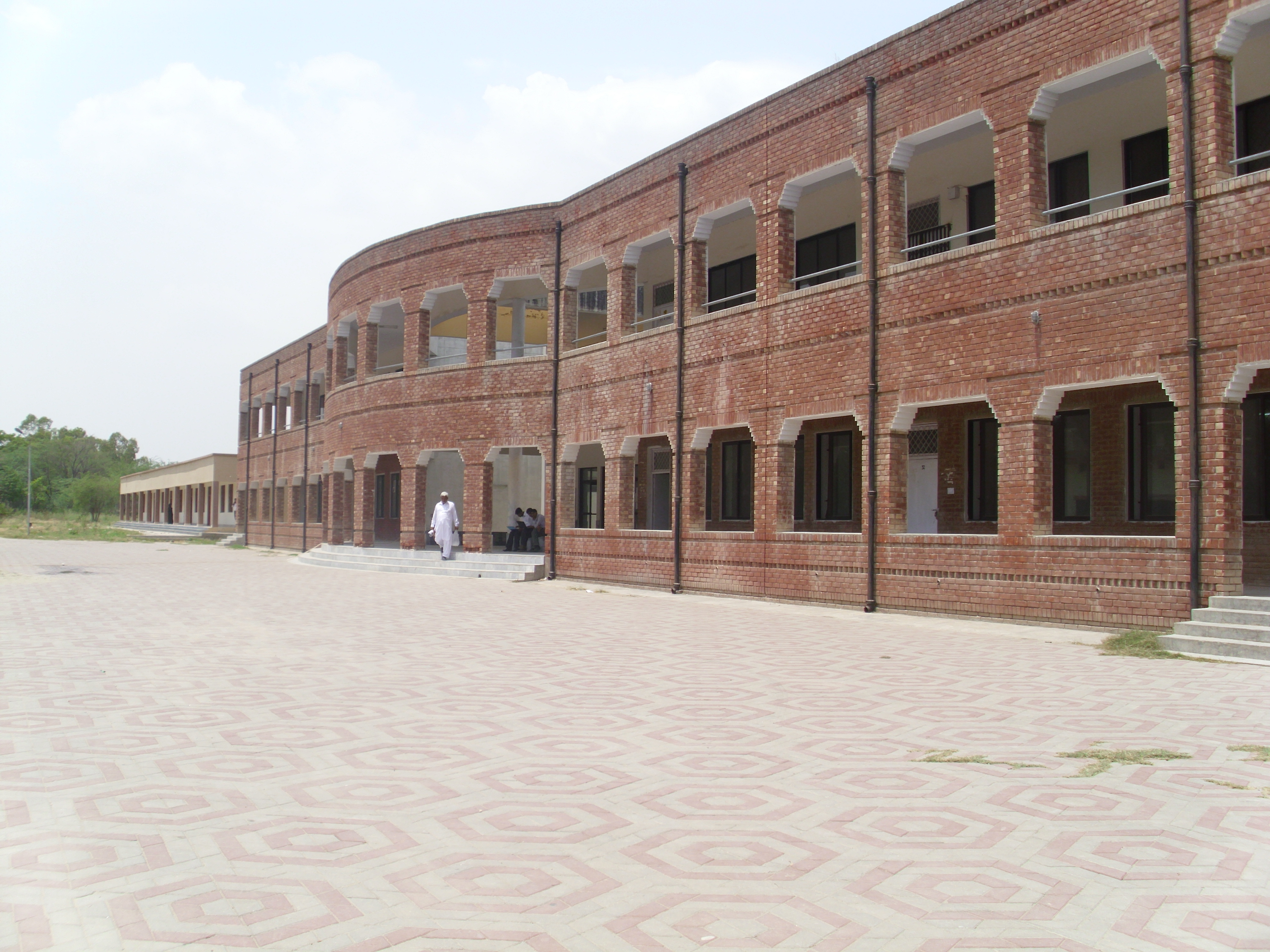
Faculté à Chakwal.

Quatre villes dépassent les 20 000 habitants : Chakwal, Talagang, Kallar Kahar et Choa Saidanshah. La plus importante est la capitale Chakwal, qui regroupait à elle seule près de 9 % de la population totale du district en 2017 et 49 % de la population urbaine. Les quatre principales villes regroupent quant à elles près de 88 % de la population urbaine, selon le recensement de 2017.
| Ville           | Population (rec. 2017) |
| --------------- | ---------------------- |
| Chakwal         | 138 146                |
| Talagang        | 63 855                 |
| Kallar Kahar    | 24 981                 |
| Choa Saidanshah | 22 509                 |

## Économie et éducation

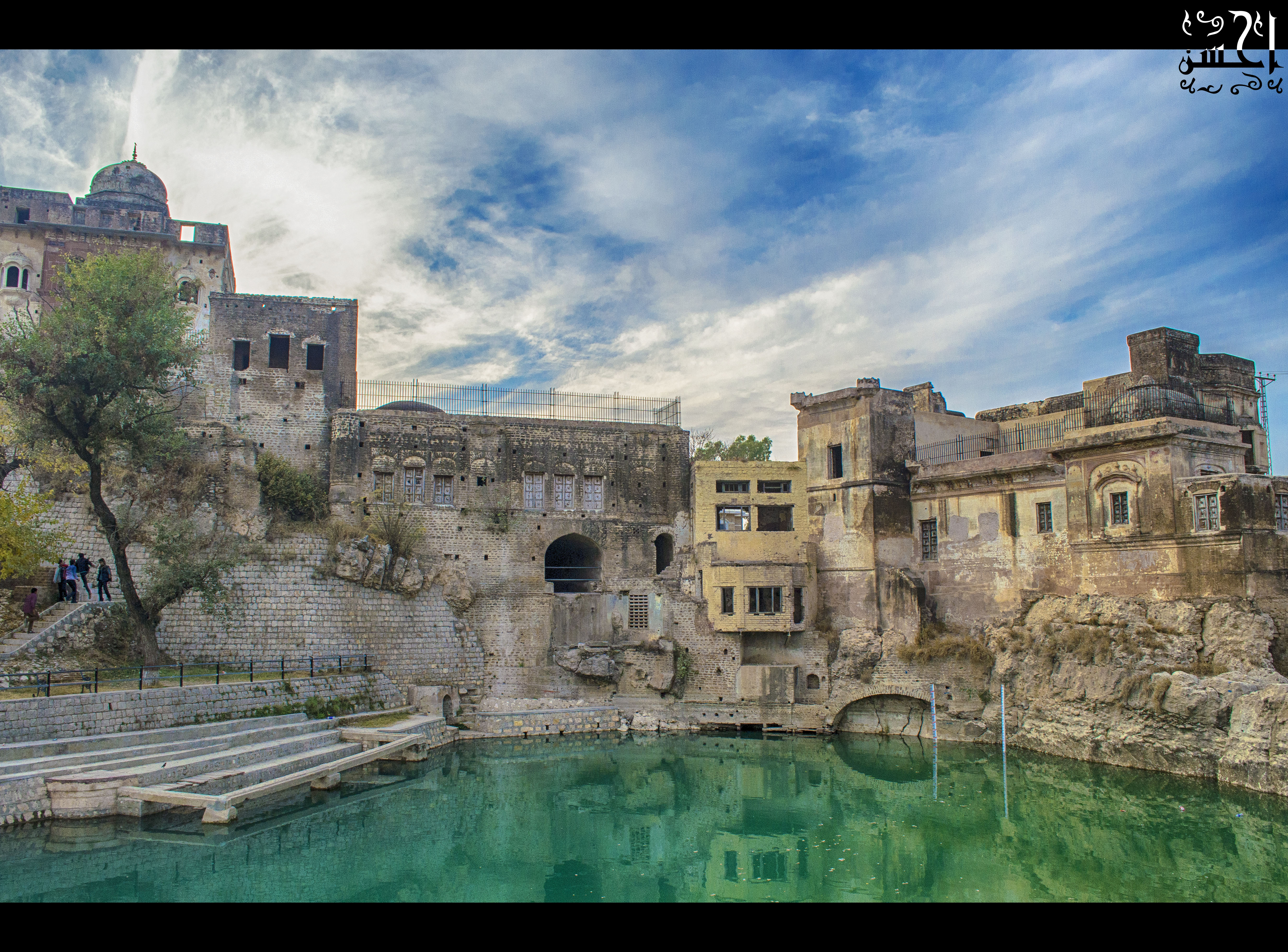
Temples Katas Raj, ancienne cité médiévale hindoue.

Malgré un climat semi-aride, la population du district de Chakwal travaille à 70 % dans le secteur de l'agriculture, dépendant des pluies et alors que le système d'irrigation est peu développé. L'industrie est quasi inexistante.
Le district attire en revanche le tourisme local, grâce à ses paysages et surtout son héritage culturel, comme les temples Katasraj issus d'une cité médiévale hindoue.
On trouve à Chakwal deux institutions de l'enseignement supérieur, liées à l'Université de Gujrat. L'une d'entre elles est reversée aux hommes (Government Post Graduate College) et fondée en 1949, tandis que l'autre est réservée aux femmes (Government College for Women).

## Politique
De 2002 à 2018, le district est représenté par les quatre circonscriptions no 20 à 23 à l'Assemblée provinciale du Pendjab. Lors des élections législatives de 2008, elles sont respectivement remportées par deux candidats de la Ligue musulmane du Pakistan (N) et deux candidats de la Ligue musulmane du Pakistan (Q), et durant les élections législatives de 2013 elles ont toutes été remportées par des candidats de la Ligue musulmane du Pakistan (N).
À l'Assemblée nationale, il est représenté par les deux circonscriptions no 60 et 61. Lors des élections législatives de 2008, elles ont été remportées par deux candidats de la Ligue musulmane du Pakistan (N), et de même durant les élections de 2013.
Depuis le redécoupage électoral de 2018, Chakwal est représenté par les deux circonscriptions no 64 à 65 à l'Assemblée nationale et par les quatre circonscriptions no 21 à 24 à l'Assemblée provinciale. Lors des élections de 2018, les deux circonscriptions nationales sont remportées par un candidat du Mouvement du Pakistan pour la justice et Pervez Elahi de la Ligue musulmane du Pakistan (Q), qui se sont alliés en coordonnant leur candidature pour battre la Ligue musulmane du Pakistan (N).
| Parti                                       | Voix (national) | %       | Élus nationaux | Élus provinciaux |
| ------------------------------------------- | --------------- | ------- | -------------- | ---------------- |
| Ligue musulmane du Pakistan (N)             | 236 712         | 38,15 % | 0              | 1                |
| Ligue musulmane du Pakistan (Q)             | 158 477         | 25,54 % | 1              | 1                |
| Mouvement du Pakistan pour la justice       | 155 598         | 25,08 % | 1              | 2                |
| Tehreek-e-Labbaik Pakistan                  | 37 698          | 6,08 %  | 0              | 0                |
| Parti du peuple pakistanais                 | 11 504          | 1,85 %  | 0              | 0                |
| Autres partis                               | 7 794           | 1,26 %  | 0              | 0                |
| Indépendants                                | 11 689          | 1,88 %  | 0              | 0                |
| Total exprimés                              | 620 524         | 100 %   | 2              | 4                |
| Source : Commission électorale du Pakistan, |                 |         |                |                  |